# زاپادنی (آدیغیه)
زاپادنی (به لاتین: Zapadny) یک منطقهٔ مسکونی در روسیه است که در آدیغیه واقع شده‌است.